# Cupa Campionilor Europeni 1956-1957
Sezonul '56-'57 al competiției europene inter-cluburi Cupa Campionilor Europeni la fotbal a fost câștigat pentru a doua oară de către Real Madrid împotriva lui Fiorentina.
Cea de a doua ediție a Cupa Campionilor Europeni a apărut cu nume noi în urnă dar nu și pe trofeu. Manchester United a ignorat recomandarea venite dinspre Football League și s-a prezentat la start printre cele 22 de cluburi participante. Echipa lui Matt Busby a risipit repede orice îndoială asupra seriozității arătate competiției pornind cu un 10-0 administrat lui RSC Anderlecht.
Un alt eveniment notabil al competiției a fost duelul dintre Borussia Dortmund și CA Spora Luxemburg, care după două meciuri se aflau la egalitate: 5-5. Deoarece atunci nu se apliga regula golurilor marcate în deplasare, a fost nevoie de un meci de baraj între cele două combatante. Borussia Dortmund a câștigat clar și s-a calificat pentru optimi unde va fi următorul obstacol din calea lui Manchester United. După un 6-5 la general cu Athletic Bilbao, Diavolii Roșii întâlnesc pe Real Madrid, care câștigă meciul de la Madrid cu 3-1 în timp ce la Manchester nu reușesc decât un 2-2, insuficient pentru visul lor de a juca finala.
UEFA a încredințat spaniolilor organizarea finalei și doar Rapid Viena s-a arătat capabilă de a împiedica suporterii Realului să-și vadă favoriții acasă în finală. Echipa austriacă a reușit pe stadionul din Viena să răstoarne acel 4-2 de la Madrid și să câștige cu 3-1 în fața propriilor suporteri, dar a cedat în meciul de baraj cu 0-2.
Așadar spaniolii au ajuns în finala în care îi aștepta Fiorentina, care cu Beppe Virgili, Miguel Montuori și aripa braziliană Julinho Botelho în formație, trecuseră de Grasshopper Zürich și Steaua Roșie Belgrad. Italienii nu reușesc să-și revină după o lovitură de pedeapsă controversată, acordată cu 20 de minute înainte de final și transformată de Alfredo Di Stefano, și mai încasează un gol de la Gento, permițând astfel căpitanului Miguel Muñoz să primească trofeul din mâinile generalului Francisco Franco.

## Meciuri preliminarii
| Echipa 1                     | Total  | Echipa 2                | Turul I | Turul II | Baraj |
| ---------------------------- | ------ | ----------------------- | ------- | -------- | ----- |
| BV Borussia-1909 eV Dortmund | 5 – 5  | CA Spora Luxembourg     | 4 – 3   | 1 – 2    | 7 – 0 |
| CS Dinamo București          | 4 – 3  | Galatasaray SK Istanbul | 3 – 1   | 1 – 2    |       |
| RSC Anderlecht Bruxelles     | 0 – 12 | Manchester United FC    | 0 – 2   | 0 – 10   |       |
| ÚNV Slovan Bratislava        | 4 – 2  | CWKS Varșovia           | 4 – 0   | 0 – 2    |       |
| Aarhus Gymnastikforening     | 2 – 6  | OGC Nisa                | 1 – 1   | 1 – 5    |       |
| FC Porto                     | 3 – 5  | Atlético de Bilbao      | 1 – 2   | 2 – 3    |       |

### Turul I
| BV Borussia-1909 eV Dortmund               | 4 – 3   | CA Spora Luxembourg  |
| ------------------------------------------ | ------- | -------------------- |
| Bracht 32' Niepieklo 57' Preißler 60', 78' | Detalii | Boreux 25', 35', 88' |

| CS Dinamo București      | 3 – 1   | Galatasaray SK Istanbul |
| ------------------------ | ------- | ----------------------- |
| Voica 10', 66' Ene I 82' | Detalii | Oktay 68'               |

| RSC Anderlecht Bruxelles | 0 – 2   | Manchester United FC   |
| ------------------------ | ------- | ---------------------- |
|                          | Detalii | Viollet 27' Taylor 75' |

| ÚNV Slovan Bratislava                         | 4 – 0   | CWKS Varșovia |
| --------------------------------------------- | ------- | ------------- |
| Pažický 11', 68' Kováč 30' (pen) Moravčik 40' | Detalii |               |

| Aarhus Gymnastikforening | 1 – 1   | OGC Nisa |
| ------------------------ | ------- | -------- |
| Jensen 14'               | Detalii | Foix 58' |

| FC Porto       | 1 – 2   | Atlético de Bilbao    |
| -------------- | ------- | --------------------- |
| José Maria 53' | Detalii | Gaínza 6' Trapero 84' |

### Turul II
| CA Spora Luxembourg    | 2 – 1   | BV Borussia-1909 eV Dortmund |
| ---------------------- | ------- | ---------------------------- |
| Fiedler 22' Letsch 40' | Detalii | Preißler 28'                 |

La scorul general 5–5 s-a disputat un meci de baraj.
| CWKS Varșovia          | 2 – 0   | ÚNV Slovan Bratislava |
| ---------------------- | ------- | --------------------- |
| Kowal 52' Brychczy 62' | Detalii |                       |

ÚNV Slovan Bratislava s-a calificat cu scorul general 4–2.
| Manchester United FC                                                     | 10 – 0  | RSC Anderlecht Bruxelles |
| ------------------------------------------------------------------------ | ------- | ------------------------ |
| Taylor 8', 20', 54' Viollet 26', 39', 40', 75' Whelan 63', 89' Berry 78' | Detalii |                          |

Manchester United FC s-a calificat cu scorul general 12–0.
| Atlético de Bilbao          | 3 – 2   | FC Porto                                 |
| --------------------------- | ------- | ---------------------------------------- |
| Arteche 15', 72' (pen), 83' | Detalii | Hernâni 4' · Jaburu 20' 83' · Mendes 76' |

Atlético de Bilbao s-a calificat cu scorul general 5–3.
| OGC Nisa                                 | 5 – 1   | Aarhus Gymnastikforening |
| ---------------------------------------- | ------- | ------------------------ |
| Foix 2' Milazzo 27', 74' Faivre 45', 60' | Detalii | Jensen 82'               |

OGC Nisa s-a calificat cu scorul general 6–2.
| Galatasaray SK Istanbul | 2 – 1   | CS Dinamo București |
| ----------------------- | ------- | ------------------- |
| Aytaç 40' Oktay 90'     | Detalii | Suru 30'            |

CS Dinamo București s-a calificat cu scorul general 4–3.

### Baraj
| BV Borussia-1909 eV Dortmund                                  | 7 – 0   | CA Spora Luxembourg |
| ------------------------------------------------------------- | ------- | ------------------- |
| Preißler 25' 37' Simmer 30' Kelbassa 41', 50', 63' Peters 57' | Detalii |                     |

Borussia Dortmund s-a calificat.

## Optimi de finală
| Echipa 1              | Total  | Echipa 2                     | Turul I | Turul II | Baraj |
| --------------------- | ------ | ---------------------------- | ------- | -------- | ----- |
| Manchester United FC  | 3 – 2  | BV Borussia-1909 eV Dortmund | 3 – 2   | 0 – 0    |       |
| CDNA Sofia            | 10 – 4 | CS Dinamo București          | 8 – 1   | 2 – 3    |       |
| Glasgow Rangers FC    | 3 – 3  | OGC Nisa                     | 2 – 1   | 1 – 2    | 1 – 3 |
| ÚNV Slovan Bratislava | 1 – 2  | Grasshopper Club Zürich      | 1 – 0   | 0 – 2    |       |
| Real Madrid CF        | 5 – 5  | SK Rapid Viena               | 4 – 2   | 1 – 3    | 2 – 0 |
| Rapid JC Kerkrade     | 3 – 6  | FK Steaua Roșie Belgrad      | 3 – 4   | 0 – 2    |       |
| AC Fiorentina SpA     | 2 – 1  | IFK Norrköping               | 1 – 1   | 1 – 0    |       |
| Atlético de Bilbao    | 6 – 5  | Budapesti Honvéd SE          | 3 – 2   | 3 – 3    |       |

### Turul I
| Manchester United FC      | 3 – 2   | BV Borussia-1909 eV Dortmund |
| ------------------------- | ------- | ---------------------------- |
| Viollet 10', 26' Pegg 30' | Detalii | Kapitulski 80' Preißler 87'  |

| CDNA Sofia                                                           | 8 – 1   | CS Dinamo București |
| -------------------------------------------------------------------- | ------- | ------------------- |
| Kolev 12', 27', 56', 64' Milanov 21', 67' Panaiotov 65' Dimitrov 80' | Detalii | Băcuț 71' (pen)     |

| Glasgow Rangers FC     | 2 – 1   | OGC Nisa   |
| ---------------------- | ------- | ---------- |
| Murray 40' Simpson 60' | Detalii | Faivre 22' |

| ÚNV Slovan Bratislava | 1 – 0   | Grasshopper Club Zürich |
| --------------------- | ------- | ----------------------- |
| Moravčik 19'          | Detalii |                         |

| Real Madrid CF                      | 4 – 2   | SK Rapid Viena        |
| ----------------------------------- | ------- | --------------------- |
| Di Stéfano 10', 22' Marsal 61', 63' | Detalii | Dienst 59' Gießer 89' |

| Rapid JC Kerkrade                 | 3 – 4   | FK Steaua Roșie Belgrad                |
| --------------------------------- | ------- | -------------------------------------- |
| Janssen 8' Bischops 76' Tasić 79' | Detalii | Kostić 4', 74' Toplak 38' Rudinski 81' |

| AC Fiorentina SpA | 1 – 1   | IFK Norrköping |
| ----------------- | ------- | -------------- |
| Bizzari 15'       | Detalii | Bild 8'        |

| Atlético de Bilbao                  | 3 – 2   | Budapesti Honvéd SE  |
| ----------------------------------- | ------- | -------------------- |
| Arteche 16' Marcaida 27' Arieta 84' | Detalii | Budai 75' Kocsis 86' |

### Turul II
| OGC Nisa                 | 2 – 1   | Glasgow Rangers FC            |
| ------------------------ | ------- | ----------------------------- |
| Bravo 61' 81' · Foix 64' | Detalii | Hubbard 41' (pen) · Logie 81' |

La scorul general 3–3 s-a disputat un meci de baraj.
| SK Rapid Viena        | 3 – 1   | Real Madrid CF |
| --------------------- | ------- | -------------- |
| Happel 19', 39' (pen) | Detalii | Di Stéfano 60' |

La scorul general 5–5 s-a disputat un meci de baraj.
| FK Steaua Roșie Belgrad | 2 – 0   | Rapid JC Kerkrade |
| ----------------------- | ------- | ----------------- |
| Toplak 33' Kostić 78'   | Detalii |                   |

FK Steaua Roșie Belgrad s-a calificat cu scorul general 6–3
| BV Borussia-1909 eV Dortmund | 0 – 0   | Manchester United FC |
| ---------------------------- | ------- | -------------------- |
|                              | Detalii |                      |

Manchester United FC s-a calificat cu scorul general 3–2.
| IFK Norrköping | 0 – 1   | AC Fiorentina SpA |
| -------------- | ------- | ----------------- |
|                | Detalii | Virgili 17'       |

AC Fiorentina SpA s-a calificat cu scorul general 2–1.
| Grasshopper Club Zürich     | 2 – 0   | ÚNV Slovan Bratislava |
| --------------------------- | ------- | --------------------- |
| Vukosavljevic 75' Duret 90' | Detalii |                       |

Grasshopper Club Zürich s-a calificat cu scorul general 2–1.
| Budapesti Honvéd SE            | 3 – 3   | Atlético de Bilbao        |
| ------------------------------ | ------- | ------------------------- |
| Budai 6' Kocsis 81' Puskás 85' | Detalii | Merodio 3' 71' Arieta 68' |

Atlético de Bilbao s-a calificat cu scorul general 6–5.
| CS Dinamo București                   | 3 – 2   | CDNA Sofia             |
| ------------------------------------- | ------- | ---------------------- |
| Nicușor 58' (pen) Lăzar 67' Neagu 84' | Detalii | Stoianov 22' Ianev 62' |

CDNA Sofia s-a calificat cu scorul general 10–4.

### Baraj
| OGC Nisa                     | 3 – 1   | Glasgow Rangers FC       |
| ---------------------------- | ------- | ------------------------ |
| Foix 43' Muro 51' Faivre 75' | Detalii | Bonvin 50' · Shearer 78' |

OGC Nisa s-a calificat
| Real Madrid CF                     | 2 – 0   | SK Rapid Viena |
| ---------------------------------- | ------- | -------------- |
| Joseíto 2' · Kopa 24' · Lesmes 82' | Detalii |                |

Real Madrid s-a calificat

## Sferturi de finală
| Echipa 1                | Total | Echipa 2                | Turul I | Turul II | Baraj |
| ----------------------- | ----- | ----------------------- | ------- | -------- | ----- |
| Atlético de Bilbao      | 5 – 6 | Manchester United FC    | 5 – 3   | 0 – 3    |       |
| AC Fiorentina SpA       | 5 – 3 | Grasshopper Club Zürich | 3 – 1   | 2 – 2    |       |
| Real Madrid CF          | 6 – 2 | OGC Nisa                | 3 – 0   | 3 – 2    |       |
| FK Steaua Roșie Belgrad | 4 – 3 | CDNA Sofia              | 3 – 1   | 1 – 2    |       |

### Turul 1
| Atlético de Bilbao                                 | 5 – 3   | Manchester United FC              |
| -------------------------------------------------- | ------- | --------------------------------- |
| Uribe 2', 28' Marcaida 43' Merodio 73' Arteche 78' | Detalii | Taylor 48' Viollet 54' Whelan 85' |

| AC Fiorentina SpA          | 3 – 1   | Grasshopper Club Zürich |
| -------------------------- | ------- | ----------------------- |
| Segato 3' Taccola 10', 12' | Detalii | Ballaman 31'            |

| Real Madrid CF              | 3 – 0   | OGC Nisa |
| --------------------------- | ------- | -------- |
| Joseíto 18' Mateos 49', 72' | Detalii |          |

| FK Steaua Roșie Belgrad    | 3 – 1   | CDNA Sofia               |
| -------------------------- | ------- | ------------------------ |
| Kostić 6', 25' Popović 53' | Detalii | Dimitrov 73' · Ianev 88' |

### Turul II
| Manchester United FC             | 3 – 0   | Atlético de Bilbao |
| -------------------------------- | ------- | ------------------ |
| Viollet 42' Taylor 70' Berry 85' | Detalii |                    |

Manchester United FC s-a calificat cu scorul general 6–5.
| CDNA Sofia                     | 2 – 1   | FK Steaua Roșie Belgrad |
| ------------------------------ | ------- | ----------------------- |
| Bojkov 22' (pen) Panaiotov 39' | Detalii | Tasic 29' (pen)         |

FK Steaua Roșie Belgrad s-a calificat cu scorul general 4–3
| Grasshopper Club Zürich        | 2 – 2   | AC Fiorentina SpA       |
| ------------------------------ | ------- | ----------------------- |
| Ballaman 25' Vukosavljevic 78' | Detalii | Julinho 7' Montuori 52' |

AC Fiorentina SpA s-a calificat cu scorul general 5–3
| OGC Nisa                 | 2 – 3   | Real Madrid CF                  |
| ------------------------ | ------- | ------------------------------- |
| Foix 15' Ferry 82' (pen) | Detalii | Joseíto 45' di Stéfano 50', 79' |

Real Madrid CF s-a calificat cu scorul general 6–2

## Semifinale
| Echipa 1                | Total | Echipa 2             | Turul I | Turul II | Baraj |
| ----------------------- | ----- | -------------------- | ------- | -------- | ----- |
| FK Steaua Roșie Belgrad | 0 – 1 | AC Fiorentina SpA    | 0 – 1   | 0 – 0    |       |
| Real Madrid CF          | 5 – 3 | Manchester United FC | 3 – 1   | 2 – 2    |       |

### Turul 1
| FK Steaua Roșie Belgrad | 0 – 1   | AC Fiorentina SpA |
| ----------------------- | ------- | ----------------- |
|                         | Detalii | Prini 88'         |

| Real Madrid CF                    | 3 – 1   | Manchester United FC |
| --------------------------------- | ------- | -------------------- |
| Rial 61' di Séfano 73' Mateos 83' | Detalii | Taylor 82'           |

### Turul 2
| AC Fiorentina SpA | 0 – 0   | FK Steaua Roșie Belgrad |
| ----------------- | ------- | ----------------------- |
|                   | Detalii |                         |

Fiorentina s-a calificat cu scorul general 1–0.
| Manchester United FC    | 2 – 2   | Real Madrid       |
| ----------------------- | ------- | ----------------- |
| Taylor 52' Charlton 85' | Detalii | Kopa 25' Rial 33' |

Real Madrid s-a calificat cu scorul general 5–4.

## Finala
| Real Madrid CF | Real Madrid CF | AC Fiorentina SpA | AC Fiorentina SpA | Așezarea echipelor                                         |
| | \| Finala \| \| 30 mai 1957, ora 17:30 la Madrid (Santiago Bernabéu) \| \| Scor: 2 – 0 (0 – 0) \| \| Spectatori: 124.000 \| \| Arbitru: Leopold Sylvain Horn, Olanda \| \| Detalii \|                               | \| Finala \| \| 30 mai 1957, ora 17:30 la Madrid (Santiago Bernabéu) \| \| Scor: 2 – 0 (0 – 0) \| \| Spectatori: 124.000 \| \| Arbitru: Leopold Sylvain Horn, Olanda \| \| Detalii \| |                   | Așezarea echipelor Real Madrid CF versus AC Fiorentina SpA |
| - Juan Alonso - Manuel Torres - Rafael Lesmes - Miguel Muñoz - Marquitos - José María Zárraga - Raymond Kopa - Enrique Mateos - Alfredo Di Stéfano - Héctor Rial - Francisco Gento Antrenor: José Villalonga | - Giuliano Sarti - Ardico Magnini - Alberto Orzan - Sergio Cervato - Aldo Scaramucci - Armando Segato - Julinho - Guido Gratton - Giuseppe Virgili - Miguel Montuori - Claudio Bizzarri Antrenor: Fulvio Bernardini | |                   | Așezarea echipelor Real Madrid CF versus AC Fiorentina SpA |
| 1 – 0 Alfredo di Stéfano (69) · 2 – 0 Francisco Gento (75) | | |                   | Așezarea echipelor Real Madrid CF versus AC Fiorentina SpA |
| Finala | | |                   |                                                            |
| 30 mai 1957, ora 17:30 la Madrid (Santiago Bernabéu) | | |                   |                                                            |
| Scor: 2 – 0 (0 – 0) | | |                   |                                                            |
| Spectatori: 124.000 | | |                   |                                                            |
| Arbitru: Leopold Sylvain Horn, Olanda | | |                   |                                                            |
| Detalii | | |                   |                                                            |

## Golgheteri
9 goluri
- Dennis Viollet (Manchester United FC)

8 goluri
- Tommy Taylor (Manchester United FC)

7 goluri
- Alfredo di Stéfano (Real Madrid CF)